# Francesco Di Donna
Francesco Di Donna (Genova, 8 maggio 1999) è un pallanuotista italiano, portiere del Lerici.

## Carriera
Inizia la carriera nelle giovanili del Bogliasco 1951, dove conquista 3 titoli italiani. Nel 2016, all'età di 17 anni, esordisce nel campionato di Serie A1, dove rimane fino al 2019. Dalla stagione 2019-2020 gioca nel campionato di Serie A2. Dal 2020 indossa la calottina del Lerici in Serie B.